# 14ª etapa del Giro de Italia 2017
La 14ª etapa del Giro de Italia 2017 tuvo lugar el 20 de mayo de 2017 entre Castellania y el Santuario de Oropa sobre un recorrido de 131 km.

## Clasificación de la etapa
La clasificación de la etapa fue la siguiente:
| \| Clasificación de la etapa \| Clasificación de la etapa \| Clasificación de la etapa \| Clasificación de la etapa \| Clasificación de la etapa \| \| Ciclista \| Ciclista \| Equipo \| Tiempo \| \| \| ------------------------- \| ------------------------- \| ------------------------- \| ------------------------- \| ------------------------- \| \| 1.º \| Tom Dumoulin \| Team Sunweb \| 3 h 02 min 34 s \| \| \| 2.º \| Ilnur Zakarin \| Katusha-Alpecin \| + 3 s \| \| \| 3.º \| Mikel Landa \| Team Sky \| + 9 s \| \| \| 4.º \| Nairo Quintana \| Movistar Team \| + 14 s \| \| \| 5.º \| Thibaut Pinot \| FDJ \| + 35 s \| \| \| 6.º \| Adam Yates \| Orica-Scott \| + 41 s \| \| \| 7.º \| Vincenzo Nibali \| Bahrain-Merida \| + 43 s \| \| \| 8.º \| Franco Pellizotti \| Bahrain-Merida \| + 43 s \| \| \| 9.º \| Steven Kruijswijk \| LottoNL-Jumbo \| + 46 s \| \| \| 10.º \| Tanel Kangert \| Astana \| + 46 s \| \| |                   |                 |                 |
| |                   |                 |                 |
| Fuente: ProCyclingStats |                   |                 |                 |
| Clasificación de la etapa |                   |                 |                 |
| Ciclista | Ciclista          | Equipo          | Tiempo          |
| 1.º | Tom Dumoulin      | Team Sunweb     | 3 h 02 min 34 s |
| 2.º | Ilnur Zakarin     | Katusha-Alpecin | + 3 s           |
| 3.º | Mikel Landa       | Team Sky        | + 9 s           |
| 4.º | Nairo Quintana    | Movistar Team   | + 14 s          |
| 5.º | Thibaut Pinot     | FDJ             | + 35 s          |
| 6.º | Adam Yates        | Orica-Scott     | + 41 s          |
| 7.º | Vincenzo Nibali   | Bahrain-Merida  | + 43 s          |
| 8.º | Franco Pellizotti | Bahrain-Merida  | + 43 s          |
| 9.º | Steven Kruijswijk | LottoNL-Jumbo   | + 46 s          |
| 10.º | Tanel Kangert     | Astana          | + 46 s          |

## Clasificaciones al final de la etapa
La clasificación general tras finalizar la etapa fue la siguiente:

### Clasificación general
| \| Clasificación general \| Clasificación general \| Clasificación general \| Clasificación general \| Clasificación general \| \| Ciclista \| Ciclista \| Equipo \| Tiempo \| \| \| --------------------- \| --------------------- \| --------------------- \| --------------------- \| --------------------- \| \| 1.º \| Tom Dumoulin \| Team Sunweb \| 59 h 31 min 17 s \| \| \| 2.º \| Nairo Quintana \| Movistar Team \| + 2 min 47 s \| \| \| 3.º \| Thibaut Pinot \| FDJ \| + 3 min 25 s \| \| \| 4.º \| Vincenzo Nibali \| Bahrain-Merida \| + 3 min 40 s \| \| \| 5.º \| Ilnur Zakarin \| Katusha-Alpecin \| + 4 min 24 s \| \| \| 6.º \| Bauke Mollema \| Trek-Segafredo \| + 4 min 32 s \| \| \| 7.º \| Tanel Kangert \| Astana \| + 4 min 55 s \| \| \| 8.º \| Domenico Pozzovivo \| AG2R La Mondiale \| + 4 min 59 s \| \| \| 9.º \| Bob Jungels \| Quick-Step Floors \| + 5 min 28 s \| \| \| 10.º \| Andrey Amador \| Movistar Team \| + 5 min 36 s \| \| |                    |                   |                  |
| |                    |                   |                  |
| Fuente: ProCyclingStats |                    |                   |                  |
| Clasificación general |                    |                   |                  |
| Ciclista | Ciclista           | Equipo            | Tiempo           |
| 1.º | Tom Dumoulin       | Team Sunweb       | 59 h 31 min 17 s |
| 2.º | Nairo Quintana     | Movistar Team     | + 2 min 47 s     |
| 3.º | Thibaut Pinot      | FDJ               | + 3 min 25 s     |
| 4.º | Vincenzo Nibali    | Bahrain-Merida    | + 3 min 40 s     |
| 5.º | Ilnur Zakarin      | Katusha-Alpecin   | + 4 min 24 s     |
| 6.º | Bauke Mollema      | Trek-Segafredo    | + 4 min 32 s     |
| 7.º | Tanel Kangert      | Astana            | + 4 min 55 s     |
| 8.º | Domenico Pozzovivo | AG2R La Mondiale  | + 4 min 59 s     |
| 9.º | Bob Jungels        | Quick-Step Floors | + 5 min 28 s     |
| 10.º | Andrey Amador      | Movistar Team     | + 5 min 36 s     |

### Clasificación por puntos
| Clasificación por puntos | Clasificación por puntos | Clasificación por puntos | Clasificación por puntos | Clasificación por puntos |
| Ciclista                 | Ciclista                 | Equipo                   | Puntos                   |                          |
| ------------------------ | ------------------------ | ------------------------ | ------------------------ | ------------------------ |
| 1.º                      | Fernando Gaviria         | Quick-Step Floors        | 315 pts                  |                          |
| 2.º                      | Jasper Stuyven           | Trek-Segafredo           | 192 pts                  |                          |
| 3.º                      | Sam Bennett              | Bora-Hansgrohe           | 117 pts                  |                          |
| 4.º                      | Caleb Ewan               | Orica-Scott              | 112 pts                  |                          |
| 5.º                      | Lukas Pöstlberger        | Bora-Hansgrohe           | 98 pts                   |                          |
| 6.º                      | Daniel Teklehaimanot     | Dimension Data           | 86 pts                   |                          |
| 7.º                      | Kristian Sbaragli        | Dimension Data           | 76 pts                   |                          |
| 8.º                      | Roberto Ferrari          | UAE Team Emirates        | 70 pts                   |                          |
| 9.º                      | Silvan Dillier           | BMC Racing Team          | 68 pts                   |                          |
| 10.º                     | Ryan Gibbons             | Dimension Data           | 68 pts                   |                          |

### Clasificaciones por equipos

#### Clasificación por tiempo
| Clasificación por equipos | Clasificación por equipos | Clasificación por equipos | Clasificación por equipos |
| Equipo                    | Equipo                    | Tiempo                    |                           |
| ------------------------- | ------------------------- | ------------------------- | ------------------------- |
| 1.º                       | Movistar Team             | 178 h 52 min 59 s         |                           |
| 2.º                       | Astana                    | + 3 min 54 s              |                           |
| 3.º                       | UAE Team Emirates         | + 10 min 21 s             |                           |
| 4.º                       | Bahrain-Merida            | + 20 min 36 s             |                           |
| 5.º                       | FDJ                       | + 23 min 04 s             |                           |
| 6.º                       | Cannondale-Drapac         | + 23 min 18 s             |                           |
| 7.º                       | AG2R La Mondiale          | + 24 min 01 s             |                           |
| 8.º                       | Team Sunweb               | + 30 min 16 s             |                           |
| 9.º                       | BMC Racing Team           | + 36 min 54 s             |                           |
| 10.º                      | Sky                       | + 43 min 44 s             |                           |

#### Clasificación por puntos
| Clasificación por equipos | Clasificación por equipos | Clasificación por equipos | Clasificación por equipos |
| Equipo                    | Equipo                    | Puntos                    |                           |
| ------------------------- | ------------------------- | ------------------------- | ------------------------- |
| 1.º                       | Quick-Step Floors         | 390 pts                   |                           |
| 2.º                       | Bora-Hansgrohe            | 272 pts                   |                           |
| 3.º                       | UAE Team Emirates         | 259 pts                   |                           |
| 4.º                       | Dimension Data            | 257 pts                   |                           |
| 5.º                       | Trek-Segafredo            | 235 pts                   |                           |
| 6.º                       | Team Sunweb               | 212 pts                   |                           |
| 7.º                       | Orica-Scott               | 163 pts                   |                           |
| 8.º                       | Lotto-Soudal              | 155 pts                   |                           |
| 9.º                       | Movistar Team             | 154 pts                   |                           |
| 10.º                      | Bahrain-Merida            | 138 pts                   |                           |